# 衛紹欽
卫绍钦（951年—1006年）。开封府（今河南省开封市）人，北宋宦官。
内侍高品卫汉超之子。他初事晋王赵光义于晋王府，赵光义即位为宋太宗，补入内高品。随太宗征北汉太原，官至殿头高品。淳化年间，督修皇城，功成之后，被授为内押班，加崇仪副使。蜀中李顺之乱，他和王继恩一起率兵镇压。宋真宗即位，任命他为宫苑使，充入内副都知、修奉永熙陵都监。景德元年（1004年），改任皇城使。随从宋真宗至河北，为车驾前后行宫四面都巡检。抵达澶渊，领扈驾兵守河桥。景德三年（1006年），加昭宣使，宋真宗朝陵，他担任行宫巡检。在洛阳任皇城内外都巡检，后历掌三班院、皇城仪鸾翰林司，卒年五十六岁。

## 延伸阅读
[在维基数据编辑]
 《宋史·卷466》，出自脱脱《宋史》